# Vent mortel
Vent mortel (titre original : Black Wind) est un roman policier américain de Clive et Dirk Cussler paru en 2004. Ce roman est la première collaboration entre Clive Cussler et son fils Dirk.

## Personnages
- Dirk Pitt